# Copa Paulista de Futebol de 2016
A Copa Paulista de Futebol de 2016, foi a 22.ª edição da competição. A Copa Paulista é o segundo torneio em importância a ser organizado pela Federação Paulista de Futebol. O intuito desse campeonato é ocupar durante o segundo semestre times que não disputem competições nacionais ou querem exercitar seu time reserva.
Em 2016 a competição deu o direito ao campeão o direito de escolha entre uma vaga na Copa do Brasil de 2017 ou a Série D de 2017, o vice-campeão ficou com a vaga restante.

## Critérios de participação
Têm vaga assegurada:
- Os 08 primeiros classificados da Série A1.
- Os 11 primeiros classificados da Série A2.
- Os 08 primeiros classificados da Série A3.
- Em caso de desistência, preenche a vaga o clube na classificação subsequente.
- Não poderão participar do campeonato as equipes rebaixadas da Série A3 de 2016 para a Série B de 2017.

## Fórmula de disputa
- Primeira fase. Participarão 27 clubes que formarão quatro grupos regionalizados, sendo três grupos com sete clubes cada e um grupo com seis. As equipes jogarão entre si, em turno e returno, classificando-se para a fase seguinte os quatro clubes melhor colocados de cada grupo.
- Segunda fase. Os 16 clubes classificados formarão quatro grupos com quatro clubes cada e jogarão entre si, em turno e returno, classificando-se para a fase seguinte os dois clubes melhores colocados de cada grupo e os dois melhores terceiros colocados
- Terceira fase (quartas-de-final). Os oito clubes classificados formarão quatro grupos com dois clubes cada e jogarão entre si, em turno e returno, classificando-se para a fase seguinte o clube melhor colocado de cada grupo.
- Quarta fase (semifinal). Os quatro clubes classificados formarão dois grupos com dois clubes cada e jogarão entre si, em turno e returno, classificando-se para a fase seguinte o clube melhor colocado de cada grupo.
- Quinta fase (final). Os dois clubes classificados jogarão entre si, em turno e returno, para definir o clube campeão e vice-campeão.

## Participantes
| Equipe              | Cidade              | Estádio (mando)          | Capacidade | Títulos               |
| ------------------- | ------------------- | ------------------------ | ---------- | --------------------- |
| Água Santa          | Diadema             | Distrital do Inamar      | 10 000     | 0 (não possui)        |
| Batatais            | Batatais            | Dr. Oswaldo Scatena      | 15 000     | 0 (não possui)        |
| Bragantino          | Bragança Paulista   | Nabi Abi Chedid          | 17 022     | 0 (não possui)        |
| Catanduvense        | Catanduva           | Silvio Salles            | 16 444     | 0 (não possui)        |
| Comercial           | Ribeirão Preto      | Palma Travassos          | 17 775     | 0 (não possui)        |
| Ferroviária         | Araraquara          | Fonte Luminosa           | 20 000     | 1 (2006)              |
| Flamengo-SP         | Guarulhos           | Ninho do Corvo           | 6 235      | 0 (não possui)        |
| Independente-SP     | Limeira             | Agostinho Prada          | 9 483      | 0 (não possui)        |
| Ituano              | Itu                 | Novelli Júnior           | 18 500     | 1 (2002)              |
| Juventus-SP         | São Paulo           | Rua Javari               | 3 800      | 1 (2007)              |
| Marília             | Marília             | Bento de Abreu           | 19 800     | 0 (não possui)        |
| Matonense           | Matão               | Hudson Buck Ferreira     | 14 500     | 0 (não possui)        |
| Mirassol            | Mirassol            | Campos Maia              | 15 000     | 0 (não possui)        |
| Nacional-SP         | São Paulo           | Nicolau Alayon           | 10 723     | 0 (não possui)        |
| Olímpia             | Olímpia             | Tereza Breda             | 16 561     | 0 (não possui)        |
| Paulista            | Jundiaí             | Jayme Cintra             | 13 905     | 3 (1999, 2010 e 2011) |
| Penapolense         | Penápolis           | Tenente Carriço          | 8 769      | 0 (não possui)        |
| Red Bull Brasil     | Campinas            | Moisés Lucarelli         | 17 728     | 0 (não possui)        |
| Rio Claro           | Rio Claro           | Dr. Augusto Schmidt      | 6 284      | 0 (não possui)        |
| Santos              | Santos              | Vila Belmiro             | 16 068     | 1 (2004)              |
| São Caetano         | São Caetano do Sul  | Anacleto Campanella      | 16 744     | 0 (não possui)        |
| São Carlos          | São Carlos          | Luís Augusto de Oliveira | 8 000      | 0 (não possui)        |
| São José dos Campos | São José dos Campos | Martins Pereira          | 12 000     | 0 (não possui)        |
| São Paulo           | São Paulo           | Morumbi                  | 72 039     | 0 (não possui)        |
| Votuporanguense     | Votuporanga         | Plínio Marin             | 8 145      | 0 (não possui)        |
| XV de Piracicaba    | Piracicaba          | Barão de Serra Negra     | 18 000     | 0 (não possui)        |

* O Santo André desistiu de participar da competição.